# Stipagrostis hirtigluma
Stipagrostis hirtigluma là một loài thực vật có hoa trong họ Hòa thảo. Loài này được (Trin. & Rupr.) De Winter miêu tả khoa học đầu tiên năm 1963.